# Dolores Prestifilippo
Dolores Prestifilippo (ur. 16 stycznia 1961 w Trieście) – włoska piłkarka, grająca na pozycji pomocnika lub napastnika.

## Kariera piłkarska

### Kariera klubowa
W 1985 rozpoczęła karierę piłkarską w Pordenone Friulvini, skąd została zaproszona do Juventusu. Potem od 1987 występowała w klubach Trani 80, Reggiana, Torino, Picenum, Milan i Tradate Abbiate. W 2001 przeniosła się do G.E.A.S., w którym zakończyła karierę piłkarską w 2002.

### Kariera reprezentacyjna
28 listopada 2001 debiutowała w narodowej reprezentacji Włoch w meczu przeciwko Hiszpanii. Wcześniej broniła barw juniorskiej reprezentacji U-19.

## Kariera menadżerska
Po zakończeniu kariery piłkarki rozpoczęła pracę menadżera. W 2002 mianowana na stanowisko głównego trenera klubu Como 2000, którym kierowała do 2004. W latach 2013–2016 prowadziła Azalee. W lipcu 2016 znów stała na czele Como 2000, z którym pracowała do października 2016.

## Sukcesy i odznaczenia

### Sukcesy piłkarskie
Reggiana
- mistrz Włoch: 1993
- zdobywca Pucharu Włoch: 1992, 1993